# Juan Javier Estrada
Juan Javier Estrada Ruiz (* 8. August 1981 in Chiclana de la Frontera) ist ein ehemaliger spanischer Radrennfahrer.

## Karriere
Juan Javier Estrada erzielte 2004 und 2007 gute Ergebnisse bei regionalen Radrennen in Spanien (Volta del Llagostí, Valencia, Platz 4 und Volta Ciclista Provincia Tarragona 2007, Katalonien, Platz 2). Ab 2005 war er als Profi zunächst beim Team Soctec Construcciones und von 2007 bis 2010 bei Andalucía-Cajasur und 2011 bei Andalucía Caja Granada. Er fuhr in der Vuelta a España 2008 und der Vuelta a España 2010, wo er sich teilweise auf Platz 64 vorarbeitete, in der Gesamtwertung jedoch die Plätze 114 beziehungsweise 92 belegte. Noch 2014 wird eine Teilnahme am Open de España Cofidis #2 in Jerez de la Frontera und beim 112th National Championships Spain - Road Race (Platz 70) vermerkt.